# بابلو ويبستر
بابلو ويبستر (بالإنجليزية: Pablo Webster)‏ هو لاعب كرة قدم أمريكي في مركز الوسط، ولد في 2 أكتوبر 1979 في كولومبيا في الولايات المتحدة. لعب مع تشارلستون بيتري.